# Vézac (Cantal)
Pour les articles homonymes, voir Vézac.
Vézac est une commune française située dans le département du Cantal, en région Auvergne-Rhône-Alpes.

## Géographie

### Localisation
Les communes limitrophes sont Arpajon-sur-Cère, Carlat, Giou-de-Mamou, Labrousse, Saint-Étienne-de-Carlat et Yolet.
| Giou-de-Mamou    | Yolet     | Saint-Étienne-de-Carlat |
| Arpajon-sur-Cère | Vézac     | Carlat                  |
|                  | Labrousse |                         |

### Géologie et relief
Le territoire de la commune se trouve sur le fond de la vallée glaciaire de la Cère avec ses formes caractéristiques : le profil longitudinal est caractérisé par une plaine subhorizontale dont la platitude trouve son explication dans les dépôts morainiques abandonnés par les glaciers du quaternaire.
Le profil transversal est en auge, avec des replats latéraux et des vallées suspendues parallèles ou perpendiculaires à la vallée principale. Le glacier würmien de la Cère, en butant sur le butoir cristallin du puy de Caillac qui surplombe Vézac, a formé un arc morainique. Il atteignait une puissance de près de 100 mètres et a déposé en se retirant des moraines frontales de retrait. La moraine de Carnéjac forme un arc de cercle dominant de 25 m la dépression pré-morainique de Yolet ; elle s'étale sur 1,5 km de longueur depuis le hameau de Carnéjac jusqu'au moulin de la Roquette.
La Cère découpe la moraine par un étroit chenal de 25 m de profondeur qui représente son travail érosif post-würmien. En aval, s'étend en éventail un cône de déjection fluvio-glaciaire qui se prolonge, dans le bassin d'Aurillac par les cailloutis de la terrasse de 600 m ou terrasse de la Ponétie.

### Climat
Pour des articles plus généraux, voir Climat d'Auvergne-Rhône-Alpes et Climat du Cantal.
En 2010, le climat de la commune est de type climat des marges montargnardes, selon une étude du CNRS s'appuyant sur une série de données couvrant la période 1971-2000. En 2020, Météo-France publie une typologie des climats de la France métropolitaine dans laquelle la commune est exposée à un climat de montagne ou de marges de montagne et est dans la région climatique Ouest et nord-ouest du Massif Central, caractérisée par une pluviométrie annuelle de 900 à 1 500 mm, maximale en automne et en hiver.
Pour la période 1971-2000, la température annuelle moyenne est de 9,8 °C, avec une amplitude thermique annuelle de 15,4 °C. Le cumul annuel moyen de précipitations est de 1 297 mm, avec 12,9 jours de précipitations en janvier et 7,8 jours en juillet. Pour la période 1991-2020, la température moyenne annuelle observée sur la station météorologique de Météo-France la plus proche, sur la commune d'Aurillac à 7 km à vol d'oiseau, est de 10,5 °C et le cumul annuel moyen de précipitations est de 1 134,7 mm,. Pour l'avenir, les paramètres climatiques de la commune estimés pour 2050 selon différents scénarios d'émission de gaz à effet de serre sont consultables sur un site dédié publié par Météo-France en novembre 2022.

## Urbanisme

### Typologie
Au 1er janvier 2024, Vézac est catégorisée commune rurale à habitat dispersé, selon la nouvelle grille communale de densité à 7 niveaux définie par l'Insee en 2022.
Elle appartient à l'unité urbaine d'Aurillac, une agglomération intra-départementale dont elle est une commune de la banlieue,. Par ailleurs la commune fait partie de l'aire d'attraction d'Aurillac, dont elle est une commune de la couronne,. Cette aire, qui regroupe 85 communes, est catégorisée dans les aires de 50 000 à moins de 200 000 habitants,.

### Occupation des sols
L'occupation des sols de la commune, telle qu'elle ressort de la base de données européenne d’occupation biophysique des sols Corine Land Cover (CLC), est marquée par l'importance des territoires agricoles (62,1 % en 2018), en diminution par rapport à 1990 (66,5 %). La répartition détaillée en 2018 est la suivante : 
zones agricoles hétérogènes (36,4 %), forêts (29,1 %), prairies (25,7 %), zones urbanisées (6,2 %), espaces verts artificialisés, non agricoles (2,6 %). L'évolution de l’occupation des sols de la commune et de ses infrastructures peut être observée sur les différentes représentations cartographiques du territoire : la carte de Cassini (XVIIIe siècle), la carte d'état-major (1820-1866) et les cartes ou photos aériennes de l'IGN pour la période actuelle (1950 à aujourd'hui).

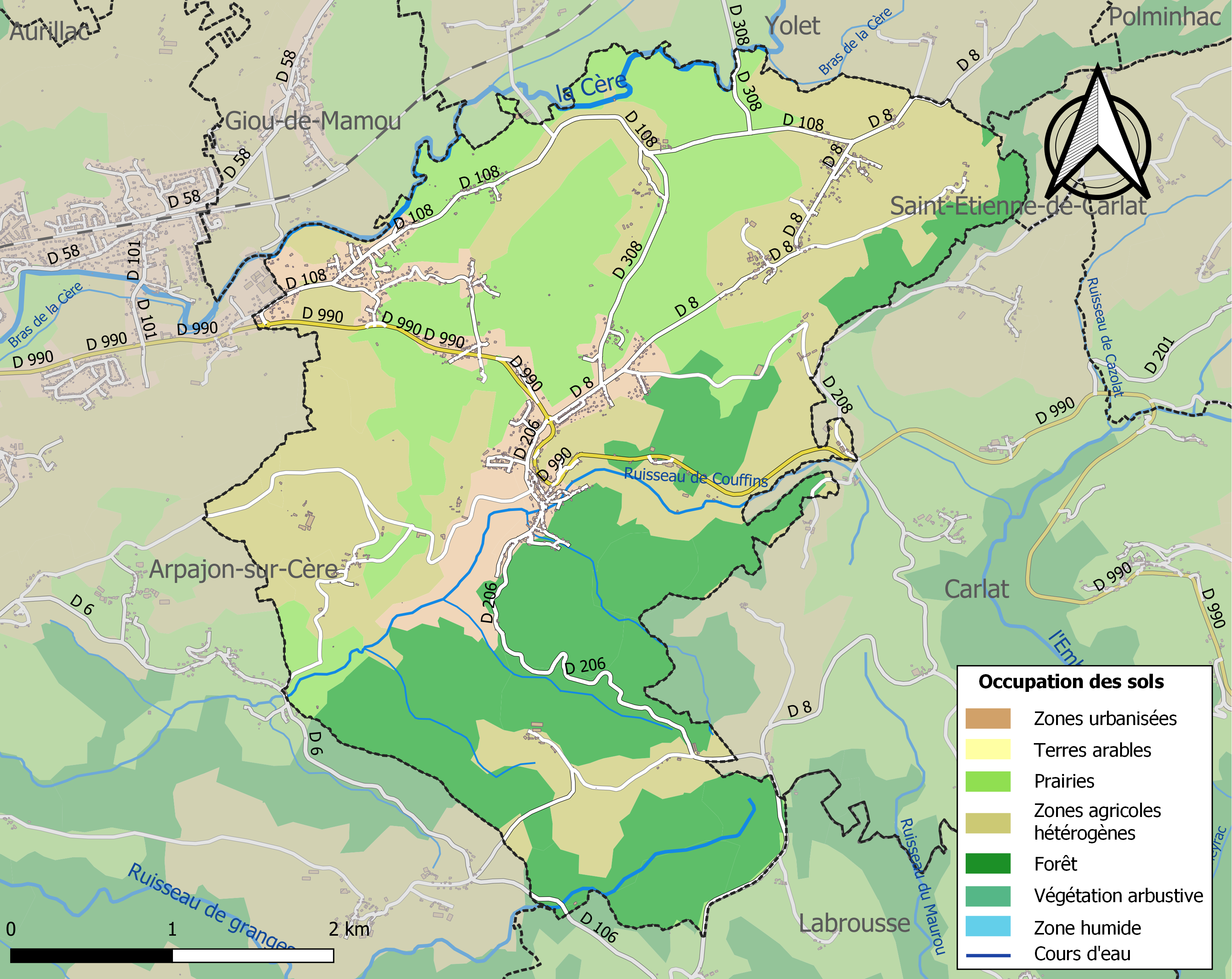
Carte des infrastructures et de l'occupation des sols de la commune en 2018 (CLC).

### Habitat et logement
En 2018, le nombre total de logements dans la commune était de 593, alors qu'il était de 527 en 2013 et de 478 en 2008.
Parmi ces logements, 86,6 % étaient des résidences principales, 5,6 % des résidences secondaires et 7,7 % des logements vacants. Ces logements étaient pour 94,9 % d'entre eux des maisons individuelles et pour 4,6 % des appartements.
Le tableau ci-dessous présente la typologie des logements à Vézac en 2018 en comparaison avec celle du Cantal et de la France entière. Une caractéristique marquante du parc de logements est ainsi une proportion de résidences secondaires et logements occasionnels (5,6 %) inférieure à celle du département (20,4 %) mais supérieure à celle de la France entière (9,7 %). Concernant le statut d'occupation de ces logements, 84,8 % des habitants de la commune sont propriétaires de leur logement (86,7 % en 2013), contre 70,4 % pour le Cantal et 57,5 pour la France entière.
| Typologie                                               | Vézac | Cantal | France entière |
| ------------------------------------------------------- | ----- | ------ | -------------- |
| Résidences principales (en %)                           | 86,6  | 67,7   | 82,1           |
| Résidences secondaires et logements occasionnels (en %) | 5,6   | 20,4   | 9,7            |
| Logements vacants (en %)                                | 7,7   | 11,9   | 8,2            |

## Politique et administration

### Liste des maires
| Période                                  | Période                     | Identité         | Étiquette | Qualité         |
| ---------------------------------------- | --------------------------- | ---------------- | --------- | --------------- |
| Les données manquantes sont à compléter. |                             |                  |           |                 |
| mars 2001                                | mars 2014                   | Alain Verouil    |           |                 |
| mars 2014                                | En cours (au 1er juin 2020) | Jean-Luc Lentier | DVG       | Cadre supérieur |

## Population et société

### Démographie

#### Évolution démographique
L'évolution du nombre d'habitants est connue à travers les recensements de la population effectués dans la commune depuis 1793. Pour les communes de moins de 10 000 habitants, une enquête de recensement portant sur toute la population est réalisée tous les cinq ans, les populations de référence des années intermédiaires étant quant à elles estimées par interpolation ou extrapolation. Pour la commune, le premier recensement exhaustif entrant dans le cadre du nouveau dispositif a été réalisé en 2005.

En 2022, la commune comptait 1 314 habitants, en évolution de +10,33 % par rapport à 2016 (Cantal : −1,08 %, France hors Mayotte : +2,11 %).
| 1793 | 1800 | 1806 | 1821 | 1831 | 1836 | 1841 | 1846 | 1851 |
| ---- | ---- | ---- | ---- | ---- | ---- | ---- | ---- | ---- |
| 620  | 547  | 781  | 658  | 645  | 712  | 750  | 807  | 792  |

| 1856 | 1861 | 1866 | 1872 | 1876 | 1881 | 1886 | 1891 | 1896 |
| ---- | ---- | ---- | ---- | ---- | ---- | ---- | ---- | ---- |
| 759  | 747  | 750  | 748  | 754  | 721  | 708  | 692  | 720  |

| 1901 | 1906 | 1911 | 1921 | 1926 | 1931 | 1936 | 1946 | 1954 |
| ---- | ---- | ---- | ---- | ---- | ---- | ---- | ---- | ---- |
| 711  | 670  | 677  | 616  | 588  | 612  | 589  | 587  | 609  |

| 1962 | 1968 | 1975 | 1982 | 1990 | 1999 | 2005  | 2006  | 2010  |
| ---- | ---- | ---- | ---- | ---- | ---- | ----- | ----- | ----- |
| 579  | 637  | 743  | 861  | 955  | 952  | 1 061 | 1 073 | 1 135 |

| 2015  | 2020  | 2022  | - | - | - | - | - | - |
| ----- | ----- | ----- | - | - | - | - | - | - |
| 1 176 | 1 269 | 1 314 | - | - | - | - | - | - |

#### Pyramide des âges
La population de la commune est plus jeune que celle du département. En 2021, le taux de personnes d'un âge inférieur à 30 ans s'élève à 32,1 %, soit un taux supérieur à la moyenne départementale (26,5 %). À l'inverse, le taux de personnes d'un âge supérieur à 60 ans (25,9 %) est inférieur au taux départemental (36,6 %).
En 2021, la commune comptait 663 hommes pour 634 femmes, soit un taux de 51,12 % d'hommes, supérieur au taux départemental (48,9 %).
Les pyramides des âges de la commune et du département s'établissent comme suit :
| Hommes | Classe d’âge | Femmes |
| ------ | ------------ | ------ |
| 0,3    | 90 ou +      | 0,8    |
| 8,3    | 75-89 ans    | 7,6    |
| 16,5   | 60-74 ans    | 18,4   |
| 24,4   | 45-59 ans    | 22,7   |
| 17,5   | 30-44 ans    | 19,3   |
| 14,1   | 15-29 ans    | 14,6   |
| 18,9   | 0-14 ans     | 16,6   |

| Hommes | Classe d’âge | Femmes |
| ------ | ------------ | ------ |
| 1,2    | 90 ou +      | 3,1    |
| 10,1   | 75-89 ans    | 13,5   |
| 22,9   | 60-74 ans    | 22,6   |
| 21,8   | 45-59 ans    | 20,5   |
| 16,1   | 30-44 ans    | 15,2   |
| 13,8   | 15-29 ans    | 11,9   |
| 14,2   | 0-14 ans     | 13,3   |

## Culture locale et patrimoine

### Lieux et monuments
- Église Saint-Sulpice-et-Saint-Roch, romane.
- Château de Caillac, dans la plaine sur le bord de la Cère.
- Château de Foulholes, village et ancien fief.
- Château de Salles.
- Golf de Vézac, sur le domaine de Salles.